# Harpactirella domicola
Harpactirella domicola là một loài nhện trong họ Theraphosidae.
Loài này thuộc chi Harpactirella. Harpactirella domicola được William Frederick Purcell miêu tả năm 1903.